# جيم سمول
جيم سمول (بالإنجليزية: Jim Small)‏ هو سياسي أسترالي، ولد في 22 سبتمبر 1933. انتخب عضو الجمعية التشريعية نيو ساوث ويلز.